# Giuseppe Francesco di Dietrichstein
Giuseppe Francesco di Dietrichstein (San Pietroburgo, 28 marzo 1798 – Frýdlant, 10 luglio 1858) è stato un nobile austriaco.

## Biografia
Nato a San Pietroburgo nel 1798, Giuseppe Francesco era figlio di Francesco Giuseppe di Dietrichstein, VIII principe di Dietrichstein, e di sua moglie, la contessa russa Alexandra Andrejevna Shuvalova.
Poco dopo la sua nascita, i suoi genitori si separarono. Sua madre si spostò in Italia dove rimase per il resto della sua vita. Il bambino venne quindi allevato da suo padre secondo i dettami educativi dell'Inghilterra dell'epoca che erano considerati anticipatori per l'epoca. Giuseppe Francesco studiò a Praga ed a Vienna dove assistette alle lezioni di Vincenz Weindtridta, poi prevosto di Nikolsburg.
Poco dopo il suo matrimonio nel 1821, Giuseppe Francesco ricevette da suo padre la gestione delle terre di famiglia in Boemia. Per meglio amministrare questi beni, iniziò a risiedere sovente a Praga ed entrò in contatto coi patrioti boemi e coi loro ideali di indipendenza.
Giuseppe Francesco fu uno degli iniziatori dell'Unità di incoraggiamento industriale (Jednota ku povzbuzení průmyslu v Čechách) che venne fondata a Praga il 1 marzo 1833, e nel corso degli anni 1833-1840 ne fu presidente. Partecipò poi alla vita associativa praghese: fu membro della Compagnia Economica (Hospodářské společnosti) e della Società del Museo Nazionale del Regno di Boemia (království českého a Společnosti vlasteneckého muzea království českého).
Avido collezionista d'arte, quando assunse il titolo di principe di Dietrichstein dopo la morte del padre (10 luglio 1854), chiamò a Praga lo scultore Emanuel Max per realizzare il busto del defunto genitore da porre nella "Sala degli Antenati" del Castello di Nikolsburg.
Avendo messo al mondo quattro femmine e nessun maschio, era ormai chiaro come la casata dei Dietrichstein fosse sull'orlo dell'estinzione. Nel 1856 si accordò con l'ultimo membro maschio della sua famiglia, suo zio Maurizio per il futuro della famiglia. Maurizio, seguendo il diritto di primogenitura, avrebbe assunto il titolo di principe alla morte di Giuseppe Francesco, ma i possedimenti di famiglia sarebbero stati divisi equamente tra le figlie di Giuseppe Francesco.
Durante una visita alla figlia più giovane, Giuseppe Francesco morì al castello di Frýdlant nel 1858, all'età di 60 anni. Venne sepolto nella cripta di famiglia al castello di Nikolsburg.

## Matrimonio e figli
Il 21 febbraio 1821, Giuseppe Francesco sposò Gabriela (2 novembre 1804 – 22 settembre 1880), una delle figlie del conte Josef Antonín Wratislav von Mitrowic e di sua moglie, la contessa Marie Gabriele Valentine des Fours. Hanno avuto 4 figli:
- Teresa (15 ottobre 1822 – 12 marzo 1895), che sposò il 15 novembre 1849 il conte Johann Frederick von Herberstein. Ereditò il fidecommesso ricevuto da Gundacar di Dietrichstein nel 1690, che comprendeva tra le altre cose anche il palazzo di Libochovice ed i possedimenti viennesi, oltre a Dolní Kounice, il Castello di Ptuj in Slovenia ed i possedimenti ungheresi.
- Alessandrina Maria (28 febbraio 1824 – 22 febbraio 1906), che sposò il 28 aprile 1857 il conte Alexander von Mensdorff-Pouilly. Ereditò i possedimenti più rilevanti: Nikolsburg (per secoli sede della famiglia) col suo castello ed altre residenze a Vienna oltre ad una villa a Weidlingau.
- Gabriella (8 dicembre 1825 – 24 dicembre 1909), che sposò il 1 settembre 1852 il conte (poi principe) Alfred von Hatzfeld-Wildenburg. Ereditò Lipník nad Bečvou, Hranice na Moravě e gli altri possedimenti in Moravia.
- Clotilde (26 giugno 1828 – 31 ottobre 1899), che sposò il 28 aprile 1850 il conte Eduard Clam-Gallas. Ereditò i possedimenti boemi: Žďár nad Sázavou e Přibyslav, oltre al Palazzo Dietrichstein a Währinger Strasse, a Vienna.

L'importante collezione di stampe della famiglia venne ereditata da Teresa e da Gabriella. La collezione di dipinti preziosi venne egualmente spartita tra le quattro figlie. La collezione dei ritratti di famiglia rimase al castello di Nikolsburg.
Nel 1868, il marito di Alessandrina, il conte Alexander of Mensdorff-Pouilly, ottenne dall'imperatore il titolo di principe di Dietrichstein-Nikolsburg, ricevendo così il titolo della famiglia della moglie. Il titolo di conte di Proskau passò all'unico figlio di Teresa, che nel 1896 cambiò il titolo della sua casata in conte di Herberstein-Proskau.

## Albero genealogico
|                                                                         |                          |                                            | Genitori                                    |  |  | Nonni |  |  | Bisnonni                                                          |  |  | Trisnonni                                                                 |  |
|                                                                         |                          |                                            |                                             |  |  |       |  |  | Carlo Massimiliano di Dietrichstein, VI principe di Dietrichstein |  |  | Gualtiero Francesco Saverio di Dietrichstein, V principe di Dietrichstein |  |
|                                                                         |                          |                                            |                                             |  |  |       |  |  | Carlo Massimiliano di Dietrichstein, VI principe di Dietrichstein |  |  | Gualtiero Francesco Saverio di Dietrichstein, V principe di Dietrichstein |  |
|                                                                         |                          | Karolina Maximiliana von Proskau           |                                             |  |  |       |  |  | Carlo Massimiliano di Dietrichstein, VI principe di Dietrichstein |  |  |                                                                           |  |
| Carlo Giovanni Battista di Dietrichstein, VII principe di Dietrichstein |                          |                                            |                                             |  |  |       |  |  | Carlo Massimiliano di Dietrichstein, VI principe di Dietrichstein |  |  |                                                                           |  |
|                                                                         |                          | Maria Anna Josepha Khevenhüller-Aichelberg | Sigismund Frederick Khevenhüller-Aichelberg |  |  |       |  |  |                                                                   |  |  |                                                                           |  |
|                                                                         |                          | Maria Anna Josepha Khevenhüller-Aichelberg | Sigismund Frederick Khevenhüller-Aichelberg |  |  |       |  |  |                                                                   |  |  |                                                                           |  |
|                                                                         |                          | Maria Anna Josepha Khevenhüller-Aichelberg | Ernestine von Orsini-Rosenberg              |  |  |       |  |  |                                                                   |  |  |                                                                           |  |
| Francesco Giuseppe di Dietrichstein, VIII principe di Dietrichstein     |                          | Maria Anna Josepha Khevenhüller-Aichelberg |                                             |  |  |       |  |  |                                                                   |  |  |                                                                           |  |
|                                                                         |                          | Johann Joseph Franz Thun-Hohenstein        | Johann Franz Joseph Thun-Hohenstein         |  |  |       |  |  |                                                                   |  |  |                                                                           |  |
|                                                                         |                          | Johann Joseph Franz Thun-Hohenstein        | Johann Franz Joseph Thun-Hohenstein         |  |  |       |  |  |                                                                   |  |  |                                                                           |  |
|                                                                         |                          | Johann Joseph Franz Thun-Hohenstein        | Maria Philippine Harrach zu Rohrau          |  |  |       |  |  |                                                                   |  |  |                                                                           |  |
| Maria Christina Josepha Thun–Hohenstein                                 |                          | Johann Joseph Franz Thun-Hohenstein        |                                             |  |  |       |  |  |                                                                   |  |  |                                                                           |  |
|                                                                         |                          | Marie Cristina di Hohenzollern-Hechingen   | Ermanno Federico di Hohenzollern-Hechingen  |  |  |       |  |  |                                                                   |  |  |                                                                           |  |
|                                                                         |                          | Marie Cristina di Hohenzollern-Hechingen   | Ermanno Federico di Hohenzollern-Hechingen  |  |  |       |  |  |                                                                   |  |  |                                                                           |  |
|                                                                         |                          | Marie Cristina di Hohenzollern-Hechingen   | Giuseppa di Oettingen-Spielberg             |  |  |       |  |  |                                                                   |  |  |                                                                           |  |
| Giuseppe Francesco di Dietrichstein, IX principe di Dietrichstein       |                          | Marie Cristina di Hohenzollern-Hechingen   |                                             |  |  |       |  |  |                                                                   |  |  |                                                                           |  |
|                                                                         | Peter Ivanovich Shuvalov | Ivan Maximovich Shuvalov                   |                                             |  |  |       |  |  |                                                                   |  |  |                                                                           |  |
|                                                                         | Peter Ivanovich Shuvalov | Ivan Maximovich Shuvalov                   |                                             |  |  |       |  |  |                                                                   |  |  |                                                                           |  |
|                                                                         | Peter Ivanovich Shuvalov | Tatiana Ermolaevna Nechaeva                |                                             |  |  |       |  |  |                                                                   |  |  |                                                                           |  |
| Andrey Petrovich Shuvalov                                               | Peter Ivanovich Shuvalov |                                            |                                             |  |  |       |  |  |                                                                   |  |  |                                                                           |  |
|                                                                         |                          | Mavra Yegorovna Shepeleva                  | Yegor Ivanovich Shepelev                    |  |  |       |  |  |                                                                   |  |  |                                                                           |  |
|                                                                         |                          | Mavra Yegorovna Shepeleva                  | Yegor Ivanovich Shepelev                    |  |  |       |  |  |                                                                   |  |  |                                                                           |  |
|                                                                         |                          | Mavra Yegorovna Shepeleva                  | …                                           |  |  |       |  |  |                                                                   |  |  |                                                                           |  |
| Alexandra Andrejevna Shuvalova                                          |                          | Mavra Yegorovna Shepeleva                  |                                             |  |  |       |  |  |                                                                   |  |  |                                                                           |  |
|                                                                         |                          | Pyotr Semyonovich Saltykov                 | Semyon Andreyevich Saltykov                 |  |  |       |  |  |                                                                   |  |  |                                                                           |  |
|                                                                         |                          | Pyotr Semyonovich Saltykov                 | Semyon Andreyevich Saltykov                 |  |  |       |  |  |                                                                   |  |  |                                                                           |  |
|                                                                         |                          | Pyotr Semyonovich Saltykov                 | Fyokla Yakovlevna Volynskaya                |  |  |       |  |  |                                                                   |  |  |                                                                           |  |
| Ekaterina Petrovna Saltykova                                            |                          | Pyotr Semyonovich Saltykov                 |                                             |  |  |       |  |  |                                                                   |  |  |                                                                           |  |
|                                                                         |                          | Praskovia Yuriyevna Trubetskaya            | Yuriy Yuryevich Trubetskoy                  |  |  |       |  |  |                                                                   |  |  |                                                                           |  |
|                                                                         |                          | Praskovia Yuriyevna Trubetskaya            | Yuriy Yuryevich Trubetskoy                  |  |  |       |  |  |                                                                   |  |  |                                                                           |  |
|                                                                         |                          | Praskovia Yuriyevna Trubetskaya            | Yelena Grigoriyevna Cherkasskaya            |  |  |       |  |  |                                                                   |  |  |                                                                           |  |
|                                                                         |                          | Praskovia Yuriyevna Trubetskaya            |                                             |  |  |       |  |  |                                                                   |  |  |                                                                           |  |